# Federico I di Lorena
Federico I di Lorena (circa 1155 – 7 aprile 1206) fu Duca di Lorena per circa tre mesi, nel 1206.

## Origine
Sia secondo la Genealogica ex Stirpe Sancti Arnulfi descendentium Mettensis, che secondo la Chronica Albrici Monachi Trium Fontium, Federico era il figlio maschio secondogenito del Duca di Lorena, Mattia I e della moglie, Giuditta, detta anche Berta, nipote del re di Germania, Corrado III di Svevia, come ci confermano sia la Genealogica ex Stirpe Sancti Arnulfi descendentium Mettensis, che le Gesta Friderici Imperatoris Ottonis Frisingensis I, sorellastra di Federico Barbarossa, futuro imperatore e figlia di Federico II duca di Svevia, sempre secondo le Gesta Friderici Imperatoris Ottonis Frisingensis I e di Giuditta di Baviera, come ci conferma la Historia Welforum Weingartensis.
Sempre sia secondo la Genealogica ex Stirpe Sancti Arnulfi descendentium Mettensis, che secondo la Chronica Albrici Monachi Trium Fontium, Mattia I di Lorena era il figlio maschio primogenito del Duca di Lorena, Simone I e, come ci viene confermato dal documento Cart. Fol VIII dei Documents rares ou inédits de l'histoire des Vosges (Epinal), Tome X, di Adelaide di Lovanio(† 1158), figlia di Gertrude delle Fiandre (matrigna di Simone, come ci confermano sia il documento CVII del Cartulaire de l'Abbaye de Saint-Bertin che la Genealogica Comitum Flandriæ Bertiniana, Continuatio) e di Enrico III di Lovanio, come ci viene confermato dal sächsische weltchronik.

## Biografia
Federico col fratello Simone (filiorum meorum Simonis et Friderici) viene citato, per la prima volta, in un documento della Histoire de Lorraine, volume 6 del 1166, inerente ad una donazione fatta dal padre, Mattia I, assieme a diversi familiari.
Federico compare ancora citato assieme alla madre ed ai fratelli in un documento della Histoire de Lorraine, volume 6, in cui il padre, Mattia I, nel 1172, confermò i diritti dell'abbazia di Clairlieu.
Suo padre, Mattia I, morì nel 1176, nell'abbazia di Clairlieu, dove si era ritirato; secondo L'obituaire de l'abbaye de Saint-Mansuy-lès-Toul, Mattia (Mathaeus dux Lothoringiae) morì il 14 maggio (14-V).
A Mattia succedette Simone, il figlio primogenito, come ci viene confermato dalla Genealogica ex Stirpe Sancti Arnulfi descendentium Mettensis, mentre a Federico andò la signoria di Bitche, che gli era stata assegnata fin dalla nascita.
In quello stesso anno, secondo la Histoire de Lorraine, volume 6, Simone, duca e marchese di Lorena (Simon dei gratia Dux Lotharingiæ & Marchio), assieme alla madre, ai fratelli, Federico e Mattia, e le sorelle fece una donazione in suffragio dell'anima del padre, Mattia I.
Secondo lo storico, Georges Poull, nel suo libro La Maison ducale de Lorraine (1994) (non consultato), sua madre, Giuditta, aveva sempre preferito Federico al fratello primogenito Simone. Simone II venne costretto a riconoscere alcuni privilegi feudali a Federico e venne obbligato ad accogliere un parlamento di Lorena. Egli inoltre dovette confermare la Contea di Bitche come appannaggio a Federico, il quale non era soddisfatto e si era rivoltato contro Simone. La guerra civile, che perdurò per tre anni, sino al Trattato di Ribemont, secondo il quale Simone trattenne per sé solo la Bassa Lorena, e a Federico sarebbe spettata la parte a nord; un documento della Histoire de Lorraine, volume 6, datato 1179, attesta l'accordo raggiunto dai due fratelli con la mediazione del conte di Fiandra, di Vermandois e di Valois, Filippo d'Alsazia.
Nel 1180, Federico ora detto di Bitche (Fidericus de Bites), assieme al figlio, Federico, ed al fratello, Simone II, fu testimone in un documento del conte Enrico I di Bar, in partenza per la Crociata.
Nel 1188, Federico (Fredericus dux de Bites consanguineus noster), assieme al fratello, Simone II (Simon dux Lotharingiæ consanguineus noster), ed altri notabili, a Toul, furono testimoni del giuramento del Re di Germania, Enrico VI di Svevia (Henricus Sextus...Romanorum rex).
Nel 1196, Federico (Fridericus dominus de Bites filius Mathæi ducis Lotharingiæ), conferma la fondazione dell'abbazia di Sturzelbronn, ad opera di suo nonno, Simone I. Nel 1199 risulta sostenitore di Filippo di Svevia nella disputa sul trono tedesco, accettando che la sua firma apparisse nella dichiarazione dei principi di Spira.
Dopo essersi ritirato in monastero, suo fratello, Simone II morì nel 1206, secondo gli Obituaires de Sens Tome I.1, Abbaye de Saint-Denis, il 14 gennaio (XVIIII Kal Feb) oppure il 31 marzo (II Kal Apr) e fu tumulato nell'abbazia di Sturzelbronn.
Siccome Simone II era senza discendenza, gli succedette il fratello Federico, come Federico I, anche se secondo la Chronica Albrici Monachi Trium Fontium, Simone avesse indicato come suo successore il nipote, Federico, figlio di Federico I.
Federico I ereditò tutto il ducato, ma morì dopo circa tre mesi, il 7 aprile 1206, ed, ancora secondo lo storico, Georges Poull, nel suo libro La Maison ducale de Lorraine (1994) (non consultato), Federico fu tumulato nell'abbazia di Sturzelbronn.
Il Ducato, secondo la Chronica Albrici Monachi Trium Fontium, passò a suo figlio Federico.

## Matrimonio e discendenza

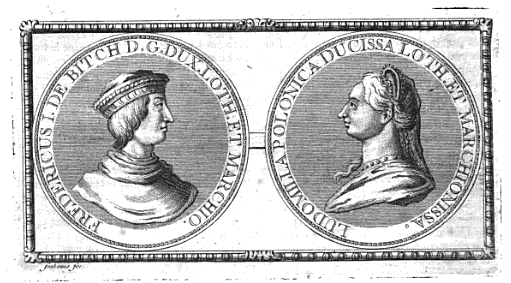
Federico I con la moglie Ludmilla

Federico si era sposato nel 1167 con Ludmilla, che, secondo il Chronicon Polono-Silesiacum, era una delle figlie del duca della Grande Polonia Mieszko III di Polonia, della dinastia Piast, mentre la Chronica Albrici Monachi Trium Fontium, afferma che una figlia di Mieszko III di Polonia fu la madre del duca di Lorena (Federico II); secondo lo storico, Georges Poull, nel suo libro La Maison ducale de Lorraine (1994) (non consultato), il matrimonio fu combinato dallo zio materno di Federico, l'imperatore, Federico Barbarossa.
Federico da Ludmilla ebbe nove figli:
- Federico († 1213), Duca di Lorena[1],
- Mattia († 16 maggio 1217), vescovo di Toul dal 1198 al 1207[24],
- Enrico († prima del 1261), Signore di Bayon, detto il Lombardo (Domino Henricho militi cognomento Lombart) come conferma la Histoire généalogique de la maison du Châtelet, branche puînée de la maison de Lorraine[25],
- Teodorico († prima del 1244), Signore d'Autigny, detto dell'Inferno o del Diavolo (Theodericus de Inferno dictus est) come conferma la Chronica Albrici Monachi Trium Fontium[26],
- Filippo († 1240 circa), Signore di Gerbéviller (Phylippus dominus de Gisliberti-villare) come conferma il Richeri Gesta Senoniensis Ecclesiæ III[27],
- Giuditta (1171 - 1245), che sposò Enrico III conte di Salm, come conferma il Richeri Gesta Senoniensis Ecclesiæ IV[28],
- Cunegonda († prima del 1213), sposò il conte di Lussemburgo, Duca di Limburgo e Conte di Arlon, Valerano III, come ci viene confermato dal documento n° CLII della Histoire du Limbourg, vol VI: Codex diplomaticus Valkenburgensis.[29],
- Edvige († dopo il 1228), sposò Enrico I di Zweibrücken
- Agata († 1242), badessa di Remiremont.

## Ascendenza
|                       |                      |                        | Genitori                 |  |  | Nonni |  |  | Bisnonni               |  |  | Trisnonni         |  |
|                       |                      |                        |                          |  |  |       |  |  | Teodorico II di Lorena |  |  | Gerardo di Lorena |  |
|                       |                      |                        |                          |  |  |       |  |  | Teodorico II di Lorena |  |  | Gerardo di Lorena |  |
|                       |                      | Edvige di Namur        |                          |  |  |       |  |  | Teodorico II di Lorena |  |  |                   |  |
| Simone I di Lorena    |                      |                        |                          |  |  |       |  |  | Teodorico II di Lorena |  |  |                   |  |
|                       |                      | Edvige di Formbach     | Federico di Formbach     |  |  |       |  |  |                        |  |  |                   |  |
|                       |                      | Edvige di Formbach     | Federico di Formbach     |  |  |       |  |  |                        |  |  |                   |  |
|                       |                      | Edvige di Formbach     | Gertrude di Haldensleben |  |  |       |  |  |                        |  |  |                   |  |
| Mattia I di Lorena    |                      | Edvige di Formbach     |                          |  |  |       |  |  |                        |  |  |                   |  |
|                       |                      | Enrico III di Lovanio  | Enrico II di Lovanio     |  |  |       |  |  |                        |  |  |                   |  |
|                       |                      | Enrico III di Lovanio  | Enrico II di Lovanio     |  |  |       |  |  |                        |  |  |                   |  |
|                       |                      | Enrico III di Lovanio  | Adelaide di Betuwe       |  |  |       |  |  |                        |  |  |                   |  |
| Adelaide di Lovanio   |                      | Enrico III di Lovanio  |                          |  |  |       |  |  |                        |  |  |                   |  |
|                       |                      | Gertrude delle Fiandre | Roberto I di Fiandra     |  |  |       |  |  |                        |  |  |                   |  |
|                       |                      | Gertrude delle Fiandre | Roberto I di Fiandra     |  |  |       |  |  |                        |  |  |                   |  |
|                       |                      | Gertrude delle Fiandre | Gertrude Billung         |  |  |       |  |  |                        |  |  |                   |  |
| Federico I di Lorena  |                      | Gertrude delle Fiandre |                          |  |  |       |  |  |                        |  |  |                   |  |
|                       | Federico I di Svevia | Federico di Büren      |                          |  |  |       |  |  |                        |  |  |                   |  |
|                       | Federico I di Svevia | Federico di Büren      |                          |  |  |       |  |  |                        |  |  |                   |  |
|                       | Federico I di Svevia | Ildegarda di Egisheim  |                          |  |  |       |  |  |                        |  |  |                   |  |
| Federico II di Svevia | Federico I di Svevia |                        |                          |  |  |       |  |  |                        |  |  |                   |  |
|                       |                      | Agnese di Waiblingen   | Enrico IV di Franconia   |  |  |       |  |  |                        |  |  |                   |  |
|                       |                      | Agnese di Waiblingen   | Enrico IV di Franconia   |  |  |       |  |  |                        |  |  |                   |  |
|                       |                      | Agnese di Waiblingen   | Berta di Savoia          |  |  |       |  |  |                        |  |  |                   |  |
| Berta di Hohenstaufen |                      | Agnese di Waiblingen   |                          |  |  |       |  |  |                        |  |  |                   |  |
|                       |                      | Enrico IX di Baviera   | Guelfo I di Baviera      |  |  |       |  |  |                        |  |  |                   |  |
|                       |                      | Enrico IX di Baviera   | Guelfo I di Baviera      |  |  |       |  |  |                        |  |  |                   |  |
|                       |                      | Enrico IX di Baviera   | Giuditta di Fiandra      |  |  |       |  |  |                        |  |  |                   |  |
| Giuditta di Baviera   |                      | Enrico IX di Baviera   |                          |  |  |       |  |  |                        |  |  |                   |  |
|                       |                      | Wulfhilde di Sassonia  | Magnus di Sassonia       |  |  |       |  |  |                        |  |  |                   |  |
|                       |                      | Wulfhilde di Sassonia  | Magnus di Sassonia       |  |  |       |  |  |                        |  |  |                   |  |
|                       |                      | Wulfhilde di Sassonia  | Sofia d'Ungheria         |  |  |       |  |  |                        |  |  |                   |  |
|                       |                      | Wulfhilde di Sassonia  |                          |  |  |       |  |  |                        |  |  |                   |  |

### Fonti primarie
- (DE)  Monumenta Germaniae Historica, sächsische weltchronik, tomus II.
- (LA)  Monumenta Germaniae Historica, Scriptores, tomus XIX.
- (LA)  Monumenta Germaniae Historica, Scriptores, tomus IX.
- (LA)  Monumenta Germaniae Historica, Scriptores, tomus XX.
- (LA)  Monumenta Germaniae Historica, Scriptores, tomus XXI.
- (LA)  Monumenta Germaniae Historica, Scriptores, tomus XXIII.
- (LA)  Monumenta Germaniae Historica, Scriptores, tomus XXV.
- (LA)  L'obituaire de l'abbaye de Saint-Mansuy-lès-Toul.
- (LA)  Histoire de Lorraine, ... depuis l'entree de Jules-Cesar dans les..., Volume 6.
- (LA)  Histoire de Lorraine, ... depuis l'entree de Jules-Cesar dans les..., Volume 5.
- (LA)  Obituaires de la province de Sens. Tome 1 / Tome 1 / Partie 1l.
- (LA)  L'obituaire de l'abbaye de Saint-Mansuy-lès-Toul.
- (LA)  Cartulaire de l'Abbaye de Saint-Bertin.
- (LA)  Documents rares ou inédits de l'histoire des Vosges (Epinal), Tome X.
- (LA)  Histoire généalogique de la maison du Châtelet, branche puînée de la maison de Lorraine (Nancy).

### Letteratura storiografica
- (LA)  Histoire du Limbourg, vol VI: Codex diplomaticus Valkenburgensis.